# Graham Windeatt
Graham Windeatt (n. 5 august 1954) este un înotător ce a reprezentat Australia, medaliat olimpic. A participat la 2 ediții ale Jocurilor Olimpice (1972, 1976) în care a câștigat două medalii de argint.